# Делије
Делије (тур. deli — „луд, храбар, дрски”) су били турски нерегуларни војници, лака коњица. На Балкану се прво јављају у Босни, а затим и у Србији. Регрутовани су из редова исламизованог становништва на територијама које су заузели Османлије. Беглербегови и санџакбегови често су имали своје делије, а Гази Хусрев-бег је, по неким изворима, имао војску од 10.000 делија. Велики везири су имали личну стражу од 400 до 500 делија, а неке паше и до 2000 делија. Разлог за своје име (луди) је да је већина делија била састављена од младих мушкараца од 20-30 година. Делије су често носиле капе од лављег, леопардовог и хијениног крзна.
Основна бит делија је да су деловали као ударне (шок) трупе коришћењем герилске тактике. Такође су били и лична стража официра у Румелији, где су делије и настале у 15. веку. Врх делија је био у 16. веку. Последњи рат делија је био Руско-турски рат 1828-1829, након чега их је султан Махмуд II распустио 1829. године, заједно са Јањичарима. Бандитизам код делија је био чест и у унутрашњости Османског царства. Распуштене делије су се тада населиле у данашњој Сирији и Египту (тада део Османског царства).
На крају 17. века делије су биле одговорне за честе бандитске нападе на хришћанска села и градове.